# Deadly Outlaw: Rekka
Deadly Outlaw: Rekka (実録・安藤昇侠道伝 烈火?, Jitsuroku Andō Noboru kyōdō den - Rekka, lett. "La vera leggenda cavalleresca di Andō Noboru - Fuoco infernale") è un film del 2002, diretto da Takashi Miike.

## Trama
In seguito all'omicidio del boss del clan yakuza Sanada, effettuato da un uomo appartenente al clan Ōtaki, Kugihara e Iguchi, due importanti esponenti della famiglia, tentano una mediazione per evitare la vendetta e scatenare così una guerra tra clan. I due si rivolgono quindi a Hijikata, boss del clan Bando. Questi ha in mente un complotto, insieme ai boss della famiglia Ōtaki, per diventare il leader assoluto della città.
Kunisada è un violento membro del clan Sanada. Quando esce dal carcere, è subito desideroso di vendicare l'uccisione del suo boss. Kunisada viene incaricato dalle altre famiglie di uccidere il responsabile dell'omicidio, ma successivamente scopre di essere stato ingannato e decide quindi di attuare la sua vendetta uccidendo tutti i capi dei clan rivali. Attorno a lui si crea un gruppo composto dal fedele Shimatomi, da due giovani yakuza e da due ragazze originarie della Corea del Sud.
In seguito all'uccisione dei due giovani yakuza da parte di Tabata e Mr. Su, due spietati killer della famiglia Ōtaki, Kunisada e Shimatomi decidono di attuare la loro vendetta e si recano al quartier generale dei Bando e degli Ōtaki, armati di un micidiale lanciarazzi. Dopo aver ucciso tutti i capi delle famiglie rivali, Kunisada e Shimatomi vengono scovati da Tabata e Mr. Su, che sfoggiano armi più incredibili delle loro. I quattro ingaggiano una cruenta sparatoria, dalla quale escono tutti incredibilmente vivi.
Prima dei titoli di coda appare l'ologramma del defunto boss del clan Sanada, che compie un gesto volgare rivolto alla macchina da presa e annuncia: «Rock 'n' roll».

## Produzione
Il titolo originale del film si traduce in lingua italiana come La vera leggenda cavalleresca di Andō Noboru e si riferisce a Andō Noboru, ex yakuza divenuto attore e produttore cinematografico. Il film è stato supervisionato dallo stesso Andō e ideato dal figlio Akira.

## Colonna sonora
La colonna sonora del film è tratta dall'album Satori, pubblicato nel 1971 dalla band giapponese Flower Traveling Band. Due componenti del gruppo, Joe Yamanaka e Yūya Uchida, appaiono nel film in due piccoli ruoli.